# 세루 에페니사 다콤바우
라투 세루 에페니사 다콤바우(피지어: Ratu Seru Epenisa Cakobau [ˈseru epeˈniːsa ðakomˈbau]: 1815년경-1883년 2월 1일)는 피지의 라투(추장)이자 부니발루(군벌)이다. 1871년 난립하던 부족들을 평정하고 피지를 통일, 피지 왕국을 세우고 초대 투이비티가 되었다.